# Tanbō
Pour les articles homonymes, voir Tambo.

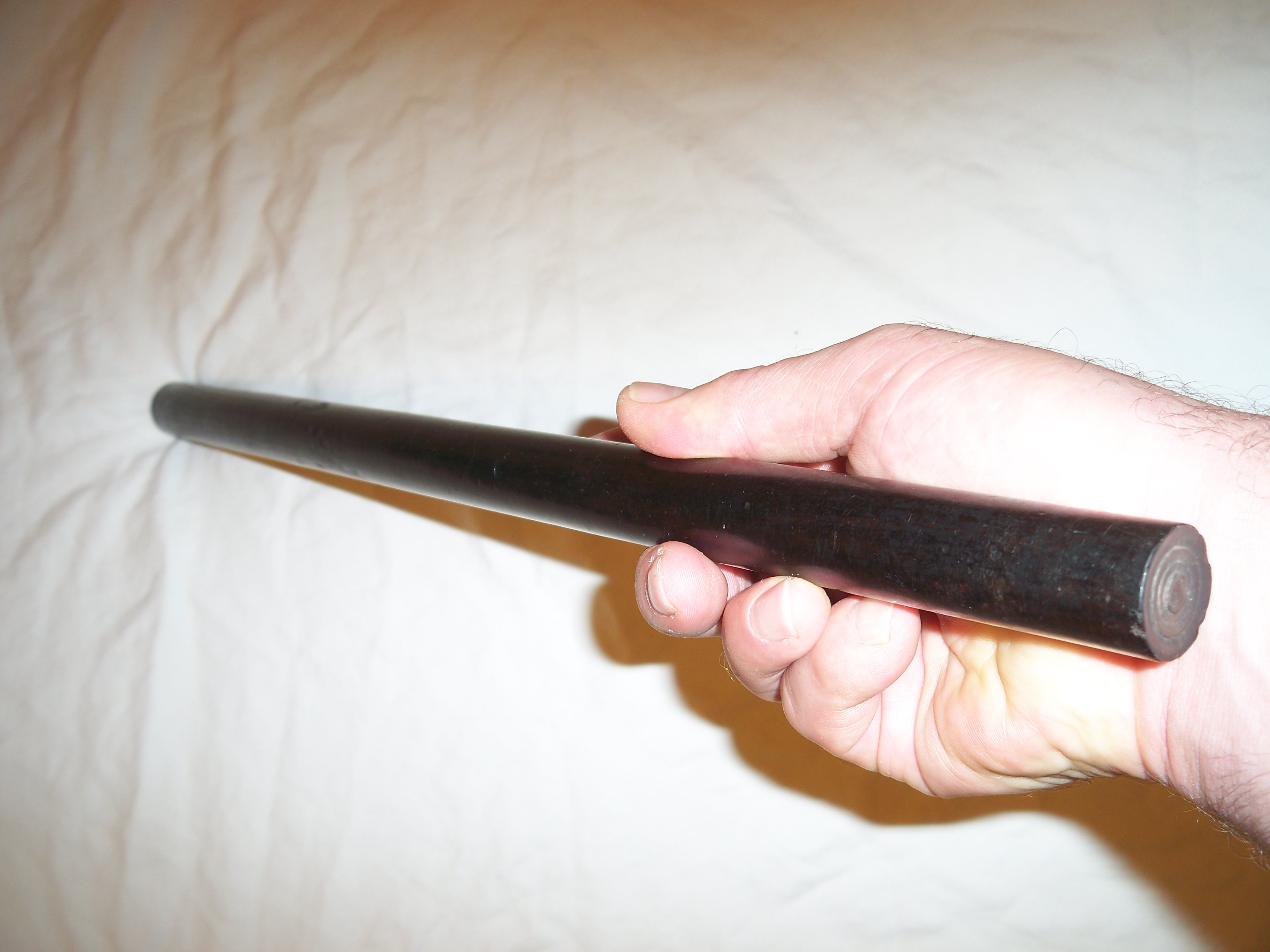
Ancien tanbō japonais, long d'environ 45 cm.

Le tanbō (短棒) / tambo ou bâton court est un bâton d'une longueur de 45 à 60 cm. La façon de le manier constitue un art martial à part entière, appelé tanbō-jutsu. Cette arme peut être utilisée pour frapper, effectuer une clé, étrangler, bloquer ou projeter. Il peut être utilisé lors de la pratique de certains arts martiaux, par exemple en aïkido, jujutsu et hapkido. Cette arme peut être maniée seule ou par paire (un tanbō dans chaque main).
Le tanbō pouvait également servir comme arme de diversion ; en effet, il pouvait être lancé afin de provoquer un réflexe permettant une attaque enchaînée au sabre.
On peut le rapprocher du bâton court utilisé en arnis (eskrima). Comme celui-ci, il est parfois utilisé pour remplacer une arme, telle qu'un sabre court, tout en évitant les dangers d'une arme réelle.